# قطعنامه ۴۸۷ شورای امنیت
قطعنامه ۴۸۷ شورای امنیت سازمان ملل متحد که در تاریخ ۱۹ ژوئن ۱۹۸۱ تصویب شد، سندی بین‌المللی دربارهٔ عراق-اسرائیل است. این قطعنامه طی نشست ۲٬۲۸۸ام با ۱۵ موافق، ۰ مخالف و ۰ ممتنع تصویب شد.